# Neoconis unicornis
Neoconis unicornis är en insektsart som beskrevs av Meinander 1990. Neoconis unicornis ingår i släktet Neoconis och familjen vaxsländor. Inga underarter finns listade i Catalogue of Life.